# Elias Katz

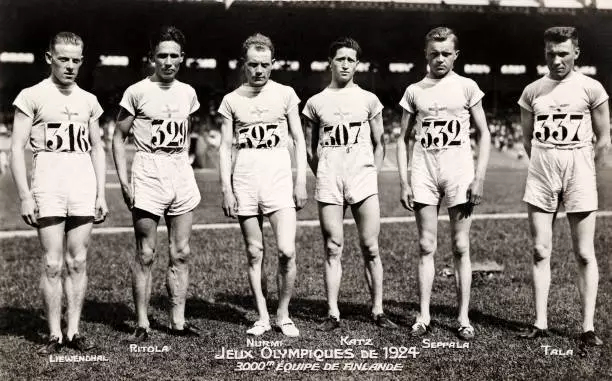
3000-m-Staffel 1924 – Dritter von rechts Elias Katz

Elias Katz (geboren 22. Juni 1901 in Turku; gestorben 24. Dezember 1947 in der Nähe von Gaza) war ein finnischer Leichtathlet.

## Leben
Katz nahm an den Olympischen Spielen 1924 in Paris teil. Im 3000-Meter-Hindernislauf gewann er die Silbermedaille hinter seinem Landsmann Ville Ritola. Vier Tage später gewann er im 3000-Meter-Mannschaftslauf als Fünftplatzierter zusammen mit dem Ersten Paavo Nurmi und dem Zweiten Ville Ritola die Goldmedaille. In die Wertung kamen dabei jeweils die drei Bestplatzierten einer Nation; eine Einzelwertung gab es nicht.
Katz war mehrfacher finnischer Meister und 1926 mit seinem finnischen Verein Turun Urheiluliitto aus Turku auch an zwei Weltrekorden für Vereinsstaffeln über 4-mal 1500 Meter in der Besetzung Frej Liewendahl, Elias Katz, Niilo Koivunalho und Paavo Nurmi beteiligt. Ab 1925 startete er gelegentlich auch für Bar Kochba Berlin, den seinerzeit größten jüdischen Sportklub. 1927 ging er zur Vorbereitung auf die Olympischen Spiele 1928 nach Finnland zurück, durch eine Verletzung verpasste er aber die Qualifikation. In der Folge startete er bis 1933 für Bar Kochba Berlin.
1933 emigrierte Katz nach Palästina. Er gehörte dem Trainerstab an, der israelische Sportler auf die Teilnahme an den Olympischen Spielen 1948 vorbereiten sollte. Israel nahm dann aber erst 1952 erstmals an Olympischen Spielen teil. Diese erste Olympiateilnahme Israels erlebte Katz nicht mehr; er starb Weihnachten 1947 in einem britischen Armeelager in der Nähe von Gaza. Er war dort als Filmvorführer tätig und wurde nach Verlassen des Kinos auf offener Straße von arabischen Terroristen erschossen.
1981 wurde Elias Katz in die internationale Hall of Fame des Jüdischen Sports aufgenommen.